# Геометрический объект
Геометри́ческий объе́кт (англ. geometric object), или {\displaystyle G}-объект — любая точка пространства представления данной фундаментальной группы {\displaystyle G}.
В качестве примера приведём два разных пространства представления проективной группы {\displaystyle P(3,\mathbb {R} )}:
- трёхмерное проективное пространство {\displaystyle P_{3}};
- четырёхмерное многообразие {\displaystyle M_{4}} прямых из {\displaystyle P_{3}}.

Теория геометрических объектов — раздел дифференциальной геометрии, основанный на теории представления групп. Применение метода внешних дифференциальных форм позволяет ввести дифференциальные критерии теории геометрического объекта, превращающие её в эффективный аппарат дифференциально-геометрического исследования пространств с фундаментальными группами, а также обобщённых пространств (расслоенных пространств, пространств со связностью, дифференцируемых многообразий, снабженных различными дифференциально-геометрическими структурами).

## Историческая справка
Для случая трёхмерного евклидова пространства понятие геометрического объекта, по существу, встречается уже у Феликса Клейна. При этом Клейн все геометрические объекты считает заданными как функции объединения нескольких геометрических объектов, компоненты которых — координаты фиксированных точек.
Термин «геометрический объект», в противовес термину «инвариант», появился впервые в 1930 году у Схоутена и Ван Кампена.
Первая попытка систематического построения теории объектов и геометрических объектов была сделана Александром Вундгейлером (Alexander Wundheiler, 1902—1957) в докладе, посвящённом классификации геометрий с помощью инвариантов группы движений пространства (предложенной в 1872 году Феликсом Клейном — так называемая Эрлангенская программа), на Первой Международной конференции по тензорной дифференциальной геометрии и её приложениям в Москве в 1934 году.

## Пространство геометрического объекта
Геометрический объект присоединён к своей фундаментальной группе {\displaystyle G}. Пространство представления фундаментальной группы, точкой которой является геометрический объект, называется пространством геометрического объекта в широком смысле слова, или обобщённым однородным пространством. Группа преобразований пространства геометрического объекта, реализующая его фундаментальную группу, называется фундаментальной группой геометрического объекта.
Для данного пространства представления фундаментальной группы два его геометрических объекта эквивалентны, если один из них может быть преобразован в другой с помощью преобразования этой фундаментальной группы. Каждая система интранзитивности пространства представления, то есть множество всех эквивалентных между собою геометрических объектов, называется пространством геометрического объекта в собственном смысле.
Представление называется транзитивным, если существует преобразование фундаментальной группы, преобразующее одну произвольно заданную точку в другую произвольно заданную точку. Пространство представления фундаментальной группы называется однородным, или пространством Клейна, если в нем реализовано истинное транзитивное представление этой группы. Во всяком пространстве истинного транзитивного представления конечной группы существует репер, состоящий из конечного числа точек.

## Пространство реперов
Пусть в пространстве данного геометрического объекта реализовано истинное транзитивное представление. Тогда, подвергая пространство представления и с ним данный репер всевозможным преобразованиям фундаментальной группы {\displaystyle G}, получают полное пространство реперов, в котором осуществляется просто транзитивное представление группы {\displaystyle G}. Это пространство отождествляется с параметрическим пространством фундаментальной группы {\displaystyle G}. Если принять его произвольную точку (репер) за исходную и сопоставить ей единичный элемент группы {\displaystyle G}, то все точки этого пространства приводятся во взаимно однозначное соответствие с элементами группы {\displaystyle G}. Групповые параметры могут рассматриваться как параметры подвижного репера.
Между реперами пространства реперов и элементами фундаментальной группы можно установить также и взаимно однозначное соответствие, когда каждому элементу {\displaystyle S_{a}} группы поставлен в соответствие некоторый репер {\displaystyle R_{a}}, полученный из произвольно зафиксированного начального (абсолютного) репера {\displaystyle R} правым (левым) сдвигом при помощи элемента {\displaystyle S_{a}}: {\displaystyle R_{a}=RS_{a}}. Текущему элементу {\displaystyle S_{u}} будет соответствовать текущий «подвижной» репер {\displaystyle R_{u}}. Каждая точка {\displaystyle X} пространства представления фундаментальной группы определяется относительно репера {\displaystyle R} своими координатами {\displaystyle {\tilde {X}}^{K},K=1,2,\ldots ,N,} называется абсолютными координатами, или абсолютными компонентами, геометрического объекта {\displaystyle X}.

## Основные функции, определяющие геометрический объект
Относительными координатами, или относительными компонентами, {\displaystyle X_{u}^{K}} геометрического объекта по отношению к реперу {\displaystyle R_{u}=S_{u}^{-1}R} называются абсолютные компоненты геометрического объекта, в который рассматриваемый объект {\displaystyle X} превращается при помощи преобразования, переводящего подвижный репер {\displaystyle R_{u}} в абсолютный репер {\displaystyle R}:
{\displaystyle X^{K}=S_{u}{\tilde {X}}^{K}} и {\displaystyle X^{K}=f^{K}(u^{s},{\tilde {X}}^{J}),}
{\displaystyle J,K=1,2,\ldots ,N,s=1,2,\ldots ,r,}
где {\displaystyle u^{s}} — групповые параметры {\displaystyle r}-членной группы. Относительные компоненты {\displaystyle X^{K}} фиксированного геометрического объекта удовлетворяют вполне интегрируемой системе дифференциальных уравнений
{\displaystyle dX^{K}-\xi _{s}^{K}\omega ^{s}=0},
где {\displaystyle \omega ^{s}=\omega ^{s}(u,du)} — левоинвариантные формы фундаментальной группы и {\displaystyle \xi _{s}^{K}=\xi _{s}^{K}(X^{J})}. Эта система дифференциальных уравнений называется системой дифференциальных уравнений инвариантности геометрического объекта, а также системой дифференциальных уравнений представления фундаментальной группы с инвариантными формами {\displaystyle \omega ^{s}}. Функции {\displaystyle \xi _{s}^{K}} называются основными определяющими геометрический объект функциями (или определяющими представление функциями).

## Основная теорема
Сформулируем основную теорему теории представлений группы Ли, которая называется первой теоремой Ли — Картана.
Теорема. Система вида
{\displaystyle dX^{K}-\xi _{s}^{K}\omega ^{s}=0,K=1,2,\ldots ,N,s=1,2,\ldots ,r}
тогда и только тогда является системой дифференциальных уравнений инвариантности геометрического объекта с относительными компонентами {\displaystyle X^{K}} и фундаментальной группой преобразований, когда:
- коэффициенты {\displaystyle \xi _{s}^{K}} являются функциями только от переменных {\displaystyle X^{K}};
- данная система вполне интегрируема.

Необходимыми и достаточными условиями полной интегрируемости системы дифференциальных уравнений инвариантности геометрического объекта является выполнение структурных уравнений Ли для определяющих объект функций {\displaystyle \xi _{s}^{J}(X^{K})}:
{\displaystyle {\frac {\partial \xi _{p}^{J}}{\partial X^{K}}}\xi _{q}^{K}-{\frac {\partial \xi _{q}^{J}}{\partial X^{K}}}\xi _{p}^{K}=C_{pq}^{s}\xi _{s}^{J},p,q,s=1,\ldots ,r.}
Дифференциальные формы
{\displaystyle \Delta X^{J}\equiv dX^{J}-\xi _{s}^{J}(X)\omega ^{s}}
называются структурными формами представления (или структурными формами геометрического объекта с относительными компонентами {\displaystyle X^{J}}).

## Арифметические инварианты геометрического объекта
Размерность {\displaystyle N} пространства геометрического объекта называется рангом объекта. Необходимое условие истинного транзитивного представления некоторой {\displaystyle r}-членной группы в пространстве объекта — это соотношение {\displaystyle N\leqslant r}.
Число {\displaystyle \rho =N-R}, где {\displaystyle N} — размерность пространства представления геометрического объекта, {\displaystyle R} — ранг матрицы {\displaystyle (\xi _{s}^{K})}, называется жанром геометрического объекта. Жанр совпадает с числом независимых абсолютных инвариантов геометрического объекта.
Система форм
{\displaystyle X^{J},\Omega _{K_{1}}^{J},\Omega _{K_{1}K_{2}}^{J},\ldots ,\Omega _{K_{1}K_{2}\ldots K_{a}}^{J},\ldots ,}
где
{\displaystyle \Omega _{K_{1}K_{2}\ldots K_{a}}^{J}=-{\frac {\partial ^{a}\xi _{s}^{J}}{\partial X^{K_{1}}\partial X^{K_{2}}\ldots \partial X^{K_{a}}}}\omega ^{s},} {\displaystyle a=1,2,\ldots ,}
вполне интегрируема. Для фиксированной точки {\displaystyle X_{0}} пространства представления фундаментальной группы Ли
{\displaystyle \Delta X_{0}^{J}\equiv -\xi _{s}^{J}(X_{0})\omega ^{s}=0,}
а возникающие формы
{\displaystyle {\bar {\Omega }}_{K_{1}K_{2}\ldots K_{a}}^{J}=\Omega _{K_{1}K_{2}\ldots K_{a}}^{J}\mid X^{J}=X_{0}^{J}=\mathrm {const} }
удовлетворяют структурным уравнениям линейной группы.
Каждое число {\displaystyle r_{m}} линейно независимых форм среди форм
{\displaystyle {\bar {\Omega }}_{K_{1}}^{J},{\bar {\Omega }}_{K_{2}}^{J},\ldots ,{\bar {\Omega }}_{K_{1}K_{2}\ldots K_{m}}^{J}}
является арифметическим инвариантом пространства представления фундаментальной группы. Каждое из чисел {\displaystyle \rho _{m}=r-r_{m}} называется характером изотропии {\displaystyle m}-го порядка пространства представления фундаментальной группы, или характеристикой {\displaystyle m}-го порядка геометрического объекта.
Числа {\displaystyle \rho _{a}} образуют невозрастающую последовательность, причём всегда существует такое наименьшее число {\displaystyle q}, что
{\displaystyle \rho _{1}\geqslant \rho _{2}\geqslant \ldots \geqslant \rho _{q-1}\geqslant \rho _{q}=\rho _{q+1}=\ldots .}
Число {\displaystyle q} — также арифметический инвариант пространства представления фундаментальной группы, это порядок нелинейности, или тип, геометрического объекта.

## Охваты одних геометрических объектов другими
Если система дифференциальных уравнений инвариантности геометрического объекта
{\displaystyle dX^{J}-\xi _{s}^{J}(X^{K})\omega ^{s}=0}
содержит подсистему
{\displaystyle dX^{\alpha }-\xi _{s}^{\alpha }(X^{\beta })\omega ^{s}=0,\alpha ,\beta =1,2,\ldots ,n_{1}<N,}
то система компонент {\displaystyle X^{\alpha }} определяет новый геометрический объект — подобъект геометрического объекта с относительными компонентами {\displaystyle X^{J}}.
Если два геометрических объектов {\displaystyle X} и {\displaystyle Y} присоединены к одной и той же фундаментальной группе, причём все относительные компоненты {\displaystyle Y^{\alpha }} одного объекта могут быть представлены как определенные аналитические функции от относительных компонент {\displaystyle X^{J}} второго объекта:
{\displaystyle Y^{\alpha }=Y^{\alpha }(X^{K}),}
то говорят, что объект {\displaystyle Y} охватывается объектом {\displaystyle X}, или содержится в объекте {\displaystyle X}. Геометрический объект {\displaystyle X} называется охватывающим геометрическим объектом, а объект {\displaystyle Y} — охваченным геометрическим объектом. Два геометрических объекта называются подобными, если каждый из них охватывает другой. Ранги, жанры, характеристики и типы подобных геометрических объектов совпадают.
Частный случай подобных геометрических объектов дают изомеры — геометрические объекты, компоненты которых отличаются только порядком следования. Если система дифференциальных уравнений инвариантности геометрических объектов алгебраически разрешима относительно всех инвариантных форм {\displaystyle \omega ^{s}} фундаментальной группы, то этим объектом можно охватить любой другой объект, присоединенный к этой фундаментальной группе.

## Усечённый геометрический объект
Вышеприведённая система функций охвата
{\displaystyle Y^{\alpha }=Y^{\alpha }(X^{K})}
тогда и только тогда будет системой уравнений относительных компонент геометрического объекта, когда в системе дифференциальных уравнений, которой удовлетворяют функции {\displaystyle Y^{\alpha }}, коэффициенты разложения по формам {\displaystyle \omega ^{s}} будут функциями только от этих компонент {\displaystyle Y^{\alpha }}. Формально это записывается следующим образом:
{\displaystyle dY^{\alpha }-\eta _{s}^{\alpha }(Y^{\beta })\omega ^{s}=0,s=1,2,\ldots ,r,}
{\displaystyle \alpha ,\beta =1,2,\ldots ,n_{1}<N.}
Если в дифференциальных уравнениях
{\displaystyle dX^{a}-\xi _{s}^{a}(X^{J})\omega ^{s}=0,a=1,2,\ldots ,n_{2}<N,}
которым удовлетворяют компоненты {\displaystyle X^{a}} геометрического объекта с относительными компонентами {\displaystyle X^{J}}, функции {\displaystyle \xi _{s}^{a}(X^{J})} однородны относительно компонент {\displaystyle X^{a}}, то система функций {\displaystyle X^{J}} называется усечённым геометрическим объектом.

## Производный геометрический объект
Пусть имеется геометрический объект {\displaystyle X} и охваченный им объект {\displaystyle Y}, на языке формул
{\displaystyle Y^{\alpha }=Y^{\alpha }(X^{J}).}
Тогда
{\displaystyle Y_{K}^{\alpha }\equiv {\frac {\partial Y^{\alpha }}{\partial X^{K}}}=F_{K}^{\alpha }(X^{J}).}
Совокупность относительных компонент охватывающего геометрического объекта {\displaystyle X^{J}}, охваченного геометрическим объектом {\displaystyle Y_{K}^{\alpha }} и частных производных вторых по первым является системой относительных компонент нового охваченного геометрического объекта:
{\displaystyle \left\{X^{J},Y^{\alpha },{\frac {\partial Y^{\alpha }}{\partial X^{K}}}\right\}.}
При этом, если для {\displaystyle X^{J}} выполняются уравнения
{\displaystyle dX^{J}-\xi _{s}^{J}(X^{K})\omega ^{s}=0,}
а для {\displaystyle Y^{\alpha }} выполняются уравнения
{\displaystyle dY^{\alpha }-\eta _{s}^{\alpha }(Y^{\beta })\omega ^{s}=0,}
то
{\displaystyle dY_{K}^{\alpha }-\left({\frac {\partial \eta _{s}^{\alpha }}{\partial Y^{\beta }}}Y_{K}^{\beta }-{\frac {\partial \xi _{s}^{J}}{\partial X^{K}}}Y_{J}^{\alpha }\right)\omega ^{s}=0.}
Этот новый охваченный геометрический объект называется производным геометрическим объектом.

## Тензор
Геометрический объект называется линейным, или квазитензорным, объектом, если группа преобразований его компонент линейна:
{\displaystyle {\tilde {X}}^{J}=B_{K}^{J}(u)X^{K}+B^{J}(u).}
Если при этом {\displaystyle B^{J}=0}, то геометрический объект называется линейным однородным объектом, или тензором.
Геометрический объект — линейный (квазитензорный) объект тогда и только тогда, когда основные определяющие его функции имеют следующий вид:
{\displaystyle \xi _{s}^{J}=K_{sK}^{J}X^{K}+K_{s}^{J},}
где {\displaystyle K_{sK}^{J}}, {\displaystyle K_{s}^{J}} — постоянные. Геометрический объект — линейный
однородный объект (тензор) тогда и только тогда, когда {\displaystyle K_{s}^{J}=0}, и его функции имеют следующий вид:
{\displaystyle \xi _{s}^{J}=K_{sK}^{J}X^{K}.}
Однокомпонентный тензор {\displaystyle X} называется инвариантом. Дифференциальные уравнения инварианта имеют вид
{\displaystyle dX-XK_{s}\omega ^{s}=0,}
где {\displaystyle K_{s}} — постоянные. Если не все {\displaystyle K_{s}} равны нулю, то инвариант называется относительным, а в случае {\displaystyle K_{s}=0} инвариант называется абсолютным.

## Расслоённая структура
Если {\displaystyle V_{n}} — {\displaystyle n}-мерное дифференцируемое многообразие и {\displaystyle u^{i}} — локальные координаты точки {\displaystyle u\in U\subset V_{n}}, где {\displaystyle U} — некоторая область этого многообразия, то всегда можно ввести вполне интегрируемую систему {\displaystyle n} линейных линейно независимых дифференциальных форм {\displaystyle \theta ^{i}}, первые интегралы которой — локальные координаты {\displaystyle u^{i}}. Это означает, что выполняются следующие два равенства:
{\displaystyle \theta ^{i}=u_{k}^{i}du_{k},}
{\displaystyle D\theta ^{i}=\theta ^{k}\wedge \theta _{k}^{i}.}
Рассмотрим систему {\displaystyle r} линейных линейно независимых форм {\displaystyle \omega ^{\alpha }}, удовлетворяющих следующим структурным уравнениям:
{\displaystyle D\omega ^{\alpha }={\frac {1}{2}}C_{\beta \gamma }^{\alpha }\omega ^{\beta }\wedge \omega ^{\gamma }+\theta ^{k}\wedge \omega _{k}^{\alpha },}
{\displaystyle \alpha ,\beta ,\gamma =n+1,n+2,\ldots ,n+r.}
Говорят, что формы {\displaystyle \omega ^{\alpha }} имеют расслоённую структуру по отношению к формам {\displaystyle \theta ^{i}}, и при {\displaystyle u^{i}=u_{0}^{i}}, то есть при {\displaystyle \theta ^{k}=0},
становятся инвариантными формами {\displaystyle r}-членной группы Ли {\displaystyle G} со структурными константами {\displaystyle C_{\beta \gamma }^{\alpha }(u_{0}^{i})}:
{\displaystyle D\omega ^{\alpha }={\frac {1}{2}}C_{\beta \gamma }^{\alpha }\omega ^{\beta }\wedge \omega ^{\gamma }}.

## Поле геометрического объекта
Говорят, что на {\displaystyle n}-мерном дифференцируемом многообразии {\displaystyle V_{n}} задано (естественно, локально) поле геометрического объекта {\displaystyle \{X\}}, присоединенного к группе {\displaystyle G}, или поле {\displaystyle G}-объекта, если в каждой точке {\displaystyle u\in U} этого многообразия определён геометрический объект {\displaystyle \{X\}}, присоединенный к некоторой группе Ли {\displaystyle G}, то есть в каждой точке определён {\displaystyle G}-объект. При этом
{\displaystyle {\tilde {\Phi }}^{J}={\tilde {\Phi }}^{J}(u_{1},u_{2},\ldots ,u_{n}),}
где {\displaystyle {\tilde {\Phi }}^{J}(J=1,2,\ldots ,N)} — абсолютные координаты объекта {\displaystyle \{X\}}. Следовательно,
{\displaystyle d{\tilde {\Phi }}={\tilde {\Phi }}_{k}^{J}\theta ^{k}.}
Другими словами, система функций {\displaystyle X^{J}}, удовлетворяющих системе дифференциальных уравнений
{\displaystyle \Delta X^{J}\equiv dX^{J}-\Xi _{\alpha }^{J}(X^{K})\omega ^{\alpha }-X_{k}^{J}\theta ^{k}=0,}
называется полем геометрического объекта, присоединенного к группе {\displaystyle G}, если система
{\displaystyle \Delta X^{J}=0}, {\displaystyle \theta ^{k}=0}
вполне интегрируема. При этом геометрический объект {\displaystyle \{X\}} называется образующим объектом поля, а функции {\displaystyle X^{J}} при {\displaystyle \theta ^{k}=0} становятся относительными компонентами геометрического объекта {\displaystyle \{X\}}. Сами эти уравнения называются дифференциальными уравнениями поля геометрического объекта {\displaystyle \{X\}}. Поле геометрического объекта определяет сечение в присоединенном расслоенном пространстве, база которого — дифференцируемое многообразие {\displaystyle V_{n}}, а слои — пространства данного геометрического объекта.
Функции {\displaystyle \Xi _{s}^{J}(X^{K})} называются основными определяющими функциями поля, а коэффициенты {\displaystyle X_{k}^{J}} — дополнительными определяющими функциями поля геометрического объекта, или пфаффовыми производными поля. Совокупность функций {\displaystyle X^{J}} и {\displaystyle X_{k}^{J}}, кроме того, образует систему относительных компонент геометрического объекта, который называется продолжением геометрического объекта {\displaystyle \{X\}}, или продолженным геометрическим объектом первого порядка геометрического объекта {\displaystyle \{X\}}.

## Продолжения системы дифференциальных уравнений поля геометрического объекта
Система дифференциальных уравнений
{\displaystyle \Delta X^{J}\equiv dX^{J}-\Xi _{\alpha }^{J}(X^{K})\omega ^{\alpha }-X_{k}^{J}\theta ^{k}=0,}
поля геометрического объекта правильно продолжаема по формам {\displaystyle \theta ^{k}}. Это означает, что в результате внешнего дифференцирования этой системы получается квадратичная система вида
{\displaystyle \Delta X_{i}^{J}\wedge \theta ^{i}=0,}
где
{\displaystyle \Delta X_{i}^{J}\equiv dX_{i}^{J}-\Xi _{i\alpha }^{J}(X^{K},X_{k}^{K})\omega ^{\alpha },}
Система уравнений
{\displaystyle \Delta X_{i}^{J}=X_{ik}^{J}\theta ^{k},}
{\displaystyle \Delta X^{J}\equiv dX^{J}-\Xi _{\alpha }^{J}(X^{K})\omega ^{\alpha }-X_{k}^{J}\theta ^{k}=0}
образует систему дифференциальных уравнений поля продолженного геометрического объекта.
В свою очередь, эта система
{\displaystyle \Delta X^{J}\equiv dX^{J}-\Xi _{\alpha }^{J}(X^{K})\omega ^{\alpha }-X_{k}^{J}\theta ^{k}=0,}
{\displaystyle \Delta X_{i}^{J}=X_{ik}^{J}\theta ^{k}}
правильно продолжаема. И так далее. В итоге после {\displaystyle q}-го продолжения получается система дифференциальных уравнений поля продолженного геометрического объекта порядка {\displaystyle q} со следующими относительными компонентами:
{\displaystyle \{X^{J},X_{k_{1}}^{J},X_{k_{1}k_{2}}^{J},\ldots ,X_{k_{1}k_{2}\ldots k_{q}}^{J}\}}.

## Дифференциально-геометрический объект
Дифференциально-геометрическим объектом называется геометрический объект, когда он присоединён к дифференциальной группе {\displaystyle GL^{p}(n,\mathbb {R} )} порядка {\displaystyle p}, а поле такого объекта — полем дифференциально-геометрического объекта.
Если образующий объект поля охватывает другой объект (охватывается другим объектом), то поле первого называется охватывающим (охваченным), а поле второго — охваченным (охватывающим).
Если на дифференцируемом многообразии задано поле геометрического объекта, то такое дифференцируемое многообразие называется оснащённым, а заданное поле и образующий его объект — оснащающим полем и, соответственно, оснащающим объектом.
Поле оснащающего геометрического объекта индуцирует на дифференцируемом многообразии дифференциально-геометрическую структуру ({\displaystyle G}-структуру в широком смысле слова). Поэтому оснащающий объект называется также и структурным объектом. Тип структуры определяется типом структурного объекта.